# Кангва, Кингс
Кингс Кангва (англ. Kings Kangwa; род. 6 апреля 1999 или 4 июня 1999, Касама) — замбийский футболист, полузащитник израильского клуба «Хапоэль» (Беэр-Шева) и сборной Замбии. Младший брат Эванса Кангва.

## Клубная карьера
Начал карьеру в столичном футбольном клубе «Хэппи Хартс». В 2017 году Кангва подписал однолетний контракт с израильским клубом «Хапоэль (Беэр-Шева)», но за основной состав так и не сыграл, выступал только за молодёжную команду.
Перед сезоном чемпионата Замбии 2019 года подписал контракт с «Билдконом» из Ндолы.
10 июля 2019 года Кингс Кангва заключил долгосрочный контракт с российским тульским «Арсеналом».
29 мая 2022 года подписал 4-летний контракт с клубом «Црвена звезда» из Белграда.
30 июля 2024 года вернулся в израильский «Хапоэль», подписав четырёхлетний контракт.  

## Карьера в сборной
В ноябре 2018 года был вызван в молодёжную сборную Замбии (до 20) для участия в молодёжном Кубке КОСАФА.
9 июня 2019 года дебютировал в основной сборной Замбии в проигранном мачте со сборной Камеруна. 16 июня 2019 года Кангва забил свой первый гол за сборную в товарищеском матче против сборной Марокко.

### Голы Кингса Кангва за сборную
| № | Дата         | Место                       | Соперник | гол | Результат | Соревнование      |
| - | ------------ | --------------------------- | -------- | --- | --------- | ----------------- |
| 1 | 16 июня 2019 | Марракеш, Марракеш, Марокко | Марокко  | 2:1 | 3:2       | Товарищеский матч |